# Carlos Vielman

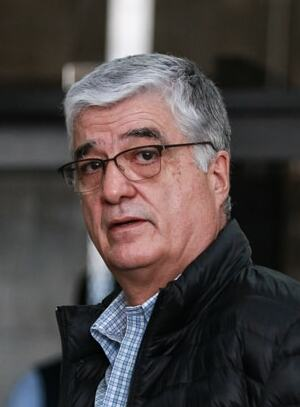
Carlos Vielman

Carlos Vielman (* 1956) ist ein guatemaltekischer Politiker. Er war von 2004 bis 2008 Innenminister von Guatemala. 2009 erhielt er die spanische Staatsbürgerschaft.
Im August 2010 stellte die UNO-Juristenkommission gegen Straffreiheit in Guatemala (Cicig) einen Haftbefehl gegen ihn aus, worauf er nach Europa flüchtete. Es soll sich in verschiedenen Fällen von außergerichtlichen Hinrichtungen verantworten. So wurden im Oktober 2005 Häftlinge ermordet, die aus dem Gefängnis El Infiernito geflohen waren. Außerdem sollen die außergerichtlichen Hinrichtungen im Gefängnis von El Pavón im September 2006 verhandelt werden. Vielman wurde am 13. Oktober 2010 in Madrid verhaftet und im November wieder entlassen.
2013 wurde er vor dem spanischen Audiencia Nacional angeklagt aber aus Mangel an Beweisen freigesprochen. Das Urteil anschließend vor dem Obersten Gericht bestätigt und der Prozess offiziell am 30. Juli 2018 abgeschlossen.